# ترمس عديد الأوراق

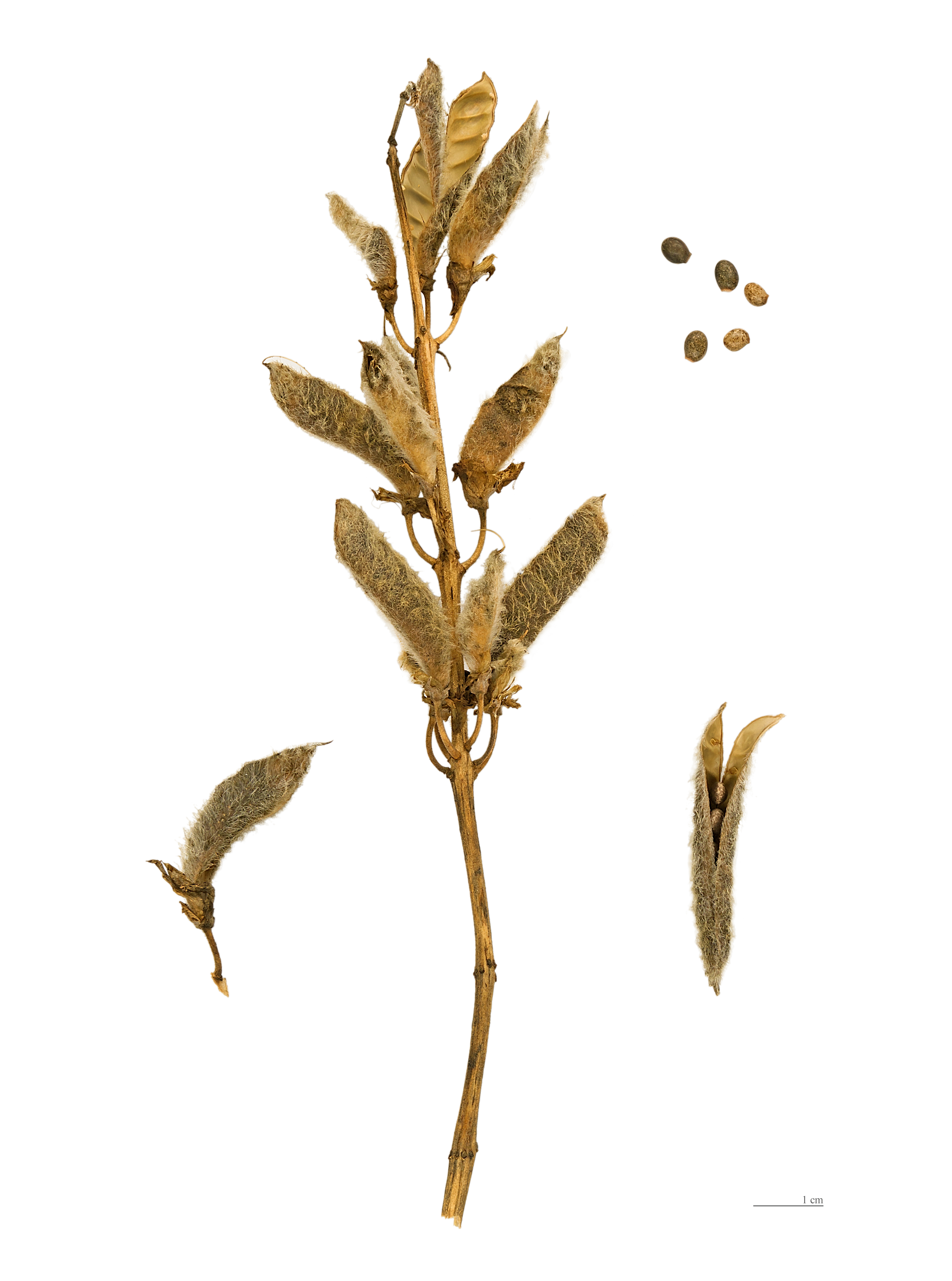
Lupinus polyphyllus

الترمس عديد الأوراق (باللاتينية: Lupinus polyphyllus) نوع نباتي يتبع جنس الترمس من الفصيلة البقولية المعروفة بقدرتها على تثبيت النيتروجين الجوي من خلال بكتيريا المستجذرة.
موطنه غرب أمريكا الشمالية من كولومبيا البريطانية وألبرتا في كندا إلى كاليفورنيا في الولايات المتحدة.

## الوصف النباتي
أوراقه مركبة كفية، تضم كل واحدة منها ما بين سبع إلى ثلاثة عشر وريقة.